# Skalka u Doks
Skalka u Doks – miejscowość i gmina (obec) w Czechach, w kraju libereckim, w powiecie Česká Lípa. W 2022 roku liczyła 162 mieszkańców.